# Christian Kukuk
Christian Kukuk (Warendorf, 4 marzo 1990) è un cavallerizza tedesco, vincitore dell'oro olimpico nel salto ostacoli individuale a Parigi 2024.
Tre anni prima aveva gareggiato nella stessa specialità a Tokyo 2020, classificandosi 31º.

## Palmarès
- Giochi olimpici

Parigi 2024: oro nel salto a ostacoli individuale.
- Campionati europei di salto ostacoli

Riesenbeck 2021: argento nel salto ostacoli a squadre.